# Cupidoliva
Cupidoliva là một chi ốc biển, là động vật thân mềm chân bụng sống ở biển trong họ Olividae.

## Các loài
Các loài thuộc chi Cupidoliva bao gồm:
- Cupidoliva adiorygma (Verco, 1909)[2]
- Cupidoliva nympha (A. Adams & Angas, 1864)[3]
- Cupidoliva solidula (Verco, 1909)[4]